# Cuentos de mi tía Panchita
Cuentos de mi tía Panchita es el nombre de una colección de cuentos de la escritora costarricense María Isabel Carvajal, conocida bajo el pseudónimo de Carmen Lyra. Publicados por primera vez en San José de Costa Rica en 1920, los Cuentos de mi tía Panchita es una colección de veintitrés cuentos de hadas que tradicionalmente se han agrupado en dos partes: los cuentos de la tía Panchita propiamente dichos, cuya temática se encuentra basada en cuentos folclóricos europeos como la Cenicienta o Hansel y Gretel, y los cuentos de tío Conejo, que están basados en la tradición oral latinoamericana, con fuerte influencia africana. Cuentos de mi tía Panchita es la obra más conocida y difundida de su autora, y es considerada un clásico de la literatura costarricense. 

## Historia editorial
La obra fue publicada por su autora por primera vez en San José en 1920, con una segunda edición en 1922, sin que se conserven ejemplares de ninguna de estas dos ediciones. El libro se publicó por tercera vez en 1936, ilustrado por Juan Manuel Sánchez Barrantes, y en una cuarta ocasión en 1956, a partir de la cual la obra sufre un cambio estructural y es dividida en dos grupos, basándose en su temática y origen. En 2005, la editorial Legado publicó una nueva edición ilustrada por el caricaturista nacional Hugo Díaz Jiménez, con una segunda edición en 2012. En 2015, se llevó a cabo una nueva edición de la mano de Editores Uruk e ilustrada por la pintora Ruth Angulo.

## Cuentos
La obra ha sido dividida en dos grupos:

### Los cuentos de la tía Panchita

#### El tonto de las adivinanzas
"Torta mató a Panda,

Panda mató a tres;

Tres muertos mataron a siete vivos".

Una mujer tiene dos hijos: uno vivo y otro tonto, al que apodaban "El Grillo". Este se entera de que el rey ha lanzado un concurso para otorgar la mano de su hija a quien le diga tres adivinanzas que no él no pueda resolver, y resuelva a su vez otras tres que el rey proponga. El Grillo decide aceptar el reto, ensilla su yegua, llamada Panda, y parte. En el camino, siente hambre y decide almorzar, pero siente lástima por su yegua, así que le da la torta de arroz y huevo que su madre ha preparado para él. No obstante, la señora, inadvertidamente por estar mal de la vista, ha aderezado la torta con una hierba venenosa en lugar de orégano, y Panda muere luego de comer. Inmediatamente, tres perros llegan y lamen el hocico de Panda, muriendo también. Luego llegan siete zopilotes y se comen los cadáveres de los perros, por lo que a su vez mueren. El tonto sigue su camino y se encuentra con una vaca despeñada, a la que termina de matar y extrae de su vientre un ternero que estaba por nacer, cuya carne cocina y come. De camino, bebe agua de los cocos de una palmera. Llega al palacio y todos se burlan de que quiera intentar el reto del rey, a la vez que la princesa teme tener que casarse con aquel hombre. El tonto le dice al rey sus adivinanzas basándose en los tres hechos que le ocurrieron en el camino, para las cuales el rey no tiene respuesta. Luego el rey dice sus acertijos y el tonto acierta las tres respuestas por pura suerte. Llega el día del matrimonio, pero la princesa, para no casarse, manda al sastre que le haga al Grillo un traje muy apretado. El tonto, que no se siente a gusto, desiste de casarse y vuelve a su casa con dos mulas cargadas de oro.
Corresponde al cuento-tipo 851 de los índices de Aärne-Thompson y Hansen, "La princesa que no puede resolver el acertijo", donde es, precisamente, el concurso de acertijos el tema principal del cuento. En la literatura hispana existen más de cien versiones similares de este cuento, pero la de Carmen Lyra se distingue por un elemento: el personaje principal adivina los acertijos del rey por casualidad. Además, a pesar de salir victorioso, el protagonista rehúsa casarse con la princesa y recibe a cambio un saco de oro, constituyéndose en un final feliz "realista", elemento que aparece en 851, IV*c de Hansen. En general, el tono del cuento es humorístico: "El Grillo" no es para nada tonto, en el sentido literal de la palabra, sino más bien un tipo astuto y con suerte. La palabra "tonto" se usa como sinónimo de "vago, irresponsable", mientras que el hermano del personaje principal es "vivo" porque es responsable y trabajador. Para la sociedad costarricense contemporánea de Lyra, no trabajar es considerado una tontería, porque trabajar es la única manera de llevar el sustento al hogar. La ideología liberal de la época promulga el trabajo y el esfuerzo personal como fuente de superación y ascenso social, con la pobreza como resultado de la vagancia, la herencia o la raza, y no producto de las determinaciones económicas o sociales. No obstante, Lyra cuestiona estos principios en el cuento: gracias a su astucia y a su buena suerte, el "tonto" lleva a su hogar grandes riquezas que nunca su hermano con todo lo que trabaja pudo lograr, dándose incluso el lujo de rechazar el matrimonio con una princesa, valorando más su propia libertad. Lyra también pone en entredicho el discurso liberal sobre el ascenso social: a pesar de su éxito en el reto del rey, el tonto no se casa con la princesa, de superior clase social. Resaltan aspectos propios del folclor costarricense: cuando el tonto rechaza su matrimonio por su vestuario incómodo, refiere como excusa que no quiere quedar "como un Niño Dios en retoque", en alusión a que las sonrientes esculturas del Niño Dios las aseguran con un tornillo que les meten por detrás.

#### Uvieta
- Pues bueno: como yo me llamo Uvieta, que me siembre allá en casa un palito de uvas y que quien se suba a él no pueda bajar sin mi permiso.

Uro él se niega. Dios promete no llevárselo si deja bajar a la Muerte, a lo que Uvieta accede. Entonces, Dios envía al Diablo por él. Cuando el Diablo llama a la puerta de Uvieta, este usa su saco para atraparlo, y lo deshace a golpes de garrote, volviéndolo polvo. Dios convence a Uvieta de dejar de dar palos al Diablo, al que Dios vuelve a dar forma. Muy enojado, Dios vuelve a mandar a la Muerte, que llega de noche y se lo lleva al otro mundo, dejándolo en la puerta del Cielo. Cuando San Pedro se entera de quién es él, lo envía al infierno. El Diablo lo ve venir de lejos, lo reconoce y se encierra. Uvieta llama a la puerta usando el antiguo saludo de los campesinos costarricenses, "Ave María Purísima", por lo que el Diablo llama a los otros diablos para que le ayuden a que Uvieta, el hombre que lo hizo polvo, no pueda entrar. Como no le abren, Uvieta vuelve al Cielo, donde explica a San Pedro que en el infierno nadie le abre. San Pedro le interroga acerca de cómo llama él a la puerta, a lo que Uvieta responde con su "Ave María Purísima". La Virgen sale creyendo que la llaman y reconoce a Uvieta como el hombre que le regaló su pan, por lo que lo hace entrar, muy orondo, en la Gloria.
El cuento Uvieta está basado en una leyenda africana de un hombre que, mediante astucia, logra subir a la Muerte a un árbol mágico, arquetipo frecuente en las mitologías de todo el mundo. Uvieta está clasificado dentro del cuento-tipo 330A del índice Aärne-Thompson, "El herrero y el Diablo (o la Muerte)", el cual consta de cuatro elementos: I. Contrato con el Diablo. II. Recepción de un objeto mágico. III. Engaño al Diablo. IV. Expulsión de Cielo e Infierno. El cuento de Carmen Lyra carece únicamente del primer elemento, "contrato con el Diablo", siendo substituido por la ayuda que Uvieta ofrece a los tres divinos necesitados, entregándoles su única (y por ende, más valiosa) posesión. En América Latina existen algunas versiones de esta historia principalmente en México y Colombia, y solo en la versión de Puerto Rico, además de la de Carmen Lyra, se incluyen al mismo tiempo como personajes al Diablo y la Muerte. En otras versiones, el protagonista no es un anciano sino un soldado, un herrero o un pícaro burlador. En Uvieta hay elementos del mito griego de Sísifo, quien logra retener prisionero a Tánatos (la Muerte) usando su astucia. Tánatos solamente es liberado por intermedio de Ares, enviado por Zeus. A diferencia de otras versiones, Uvieta no logra entrar al Cielo mediante engaños o pactos, sino solamente gracias a haber mostrado caridad. Lyra, además, aprovecha para introducir una frase muy propia del trato coloquial costarricense de su época como el medio afortunado que permite a Uvieta tanto librarse del Infierno como entrar en el Paraíso. En 1983, el dramaturgo costarricense Alberto Cañas Escalante estrenó una obra de teatro basada en este cuento. El cuento de Uvieta es considerado en la actualidad uno de los favoritos entre el pueblo costarricense, dado que el personaje logra mediante su astucia salir adelante a pesar de los obstáculos que se le presentan.

#### Escomponte perinola
Tatica Dios abrió el saco y sacó tamaña perinola que más parecía garrote que otra cosa.
- Poné atención, Juan, a lo que voy a decir: Escomponte, perinola.
Y la perinola salió del saco y comenzó a arriarle a Juan sin misericordia.

Juan, a quien apodaban Juan Cacho e'Venao, o simplemente Juan Cacho, por su mala suerte, decide un día irse a rodar tierras para ver si puede cambiar su suerte. En el camino se topa con un viejito pobre y enfermo, con quien comparte su única comida. El viejito resulta ser Tatica Dios, quien para recompensar a Juan, le entrega una servilleta de virtud, que tiene la capacidad de hacer aparecer sobre ella toda clase de manjares. De vuelta para su casa para alimentar a sus muchos hijos, Juan pasa por una posada de arrieros, donde realiza el conjuro de la servilleta para dar de comer a todos, y luego se emborracha. El posadero, hombre astuto y malintencionado, aprovecha la borrachera de Juan para cambiarle la servilleta por una común y corriente, de modo que cuando Juan llega a su casa, y luego de echar por tierra la única pobre comida de su familia, intenta sin éxito repetir el hechizo de la servilleta. Su esposa y los niños, que son muy malcriados, terminan echándolo de la casa. Juan regresa al lugar donde Tatica Dios se le apareció para darle las quejas, y efectivamente, el Señor reaparece llevando tras de sí un borriquito, que tiene la particularidad de echar monedas por el trasero. Maravillado por aquello, Juan se lleva el burro y pasa por la misma posada, pero como no es nada malicioso, le muestra al posadero la gracia del animal, por lo que este, una vez más, engaña a Juan cambiándole el burro, con el consecuente desaguisado cuando Juan llega a su casa y el animalito echa boñiga sobre la mesa en lugar de las esperadas monedas. Su familia lo vuelve a echar a palos y Juan regresa al sitio donde se le apareció Dios, quien nuevamente se presenta, esta vez con un saco. Luego de darle una regañada, y ponerlo en cuentas de las burlas del posadero y de su falta de autoridad para con su mujer e hijos, Dios abre el saco y exclama "Escomponte, perinola". Inmediatamente, una enorme perinola que más parece un garrote, emerge del saco y da de palos a Juan. Una vez que Dios la ha controlado con las palabras "Componte, perinola", la entrega a Juan, quien la usa para dar su merecido al posadero - de paso, recuperando la servilleta y el borrico - y después a su mujer e hijos. A partir de entonces, Juan usa las riquezas del borrico y los banquetes de la servilleta para acabar con los pobres de su pueblo, y educar a sus hijos y a su mujer, mientras cuelga la perinola en el salón de su casa como recuerdo de que allí está quien lo arregla todo.
Este cuento pertenece al grupo de cuentos que se desarrollan alrededor de objetos mágicos (generalmente tres), adquiridos por el protagonista de forma extraordinaria, y que luego pierde y vuelve a recuperar. Está clasificado en el índice de Aärne-Thompson como cuento-tipo 563, "La mesa, el asno y el garrote", con dos elementos básicos: I. Los objetos mágicos. II. El robo y recuperación de dichos objetos. Versiones de este cuento las han escrito Howard T. Wheeler (San Pedro y la vieja), Fernán Caballero (El zurrón que cantaba) y los hermanos Grimm (La mesa, el asno y el bastón maravillosos). Existen versiones en Puerto Rico (Juan y los objetos mágicos), Argentina (El cuento del sastre; El haragán; La chiva y el palo mágico), España (La princesa que nunca se reía, perteneciente a la serie picaresca de Juan El Tonto), Brasil (El mantelito; Una familia pobre), etc. Algunos aspectos del cuento, como el burro que defeca monedas de oro, aparecen en Piel de asno de Charles Perrault. En este cuento, Lyra usa el discurso patriarcal de la defensa de los valores tradicionales de la familia (con el hombre a la cabeza) como "el orden natural de las cosas", discurso propio del modelo literario costarricense de inicios del siglo XX y defendido por la Generación del Olimpo. Sin embargo, aunque el cuento es narrado desde la visión del patriarcado, Lyra introduce solapadamente la crítica social: Juan Cacho no es responsable ni de su falta de trabajo, ni de su fracaso como proveedor, ni de los muchos embarazos de su esposa, ni de la mala educación y desnutrición de sus hijos, ni de su afición al licor que hará que le roben sus bienes mágicos, sino que todo es atribuido a su mala suerte, a la esposa que tiene, "una mujer fiérisima, alacrana y chompipona", a su ingenuidad y falta de malicia, etc. Es el típico "pobrecito", aspecto negativo muy criticado de la sociedad costarricense. Es numeroso el uso de antimodelos de comportamiento: Dios le dice a Juan que él cree "que todos los hombres son tan buenos como vos"; Juan "mariquea como las mujeres"; según Dios "debe amarrarse los calzones" con sus hijos y su mujer, quien es la que debiera "tener los pantalones" en el hogar, lo cual va en contra de "la Ley de Dios". El uso de la violencia física, puesta en práctica por el mismo Dios (una vez más, bajo el arquetipo del viejo sabio), y repetida por Juan en contra de su mujer y sus hijos, le enseña a Juan la manera de imponer el orden jerárquico familiar y social, que al final redunda en la riqueza y prosperidad no solo de su familia sino del pueblo en general.

#### La mica
El rey, quien considera que sus tres hijos están demasiado mimados por la reina, promete el trono a aquel que traiga la esposa más bonita y hábil. En forma sucesiva, los tres príncipes llegan a pedir posada a una casita donde vive una anciana con una mica. Por la noche, la mica se le presenta a cada uno de los príncipes y les solicita que la liberen del cautiverio de su dueña, quien la maltrata, suplicándoles que se casen con ella. Solo el menor se compadece y accede, y a partir de ese momento, se siente atado a la carga de llevar la mica. El príncipe se marcha reflexionando sobre la estupidez que ha cometido, pero la mica lo convence que se vayan a vivir a una casita pobre pero limpia en la montaña, donde ella se muestra muy hacendosa. Al tiempo se topa con sus hermanos, ya muy bien casados, a quienes describe maravillas sobre su esposa. El rey ordena a sus hijos que cada nuera haga diversas gracias para presentar en la corte: una camisa fina, un plato exquisito, una vaquita que se pueda ordeñar en la mesa. En todos los casos, los mejores presentes son los enviados por la mica, que generalmente se presentan en forma de algún elemento mágico que sorprende al rey. Este decide conocer a sus nueras. El día de la presentación, la mica insiste llegar sola oculta en una carreta, para congoja del príncipe, pero en el momento de presentarse, de la carreta emerge una hermosa princesa con las más diversas gracias, que deja en ridículo a las esposas de los otros príncipes. El rey declara heredero a su hijo menor, pero la princesa resulta ser la hija del rey de Francia, por lo que el rey reparte el reino entre sus otros dos hijos mientras el menor parte con su esposa como heredero de aquel país. La princesa explica al príncipe que ella había sido transformada en la mica como una venganza de una bruja.
Este cuento es una versión costarricense del cuento-tipo de Aärne Thompson 402, "El ratón como novia", substituido en otras versiones por otros animales como la gata, la rana, etc. Entre los cuentos de los hermanos Grimm, corresponde a "El siervo del molinero pobre y la gata". El cuento "La rana zarevna" del escritor ruso Aleksandr Afanásiev también muestra similitudes con esta historia.

#### La suegra del Diablo
-¡Qué Dios te ayude! Es tu suegra que ha averiguado que estás aquí y he venido con la botijuela para meterte en ella de nuevo.

Una viuda acomodada quiere casar a su hija con un hombre rico. Un caballero montado a caballo, con la dentadura y los arneses de oro, y los cascos del caballo de plata, pasa dos veces frente a la casa y se detiene a la tercera, pidiendo la mano de la muchacha. Se celebra la boda y en la iglesia, mientras el cura echa la bendición, el novio quiere huir, lo que pasa desapercibido. Ya casados, el marido entretiene a su mujer caminando por las paredes y el techo, igual que una mosca. La mujer le cuenta a su madre, quien sospecha de la verdadera identidad del hombre. Ella los visita y pide al esposo que haga su acto. Cuando está en ello, la madre lo reta a que no puede entrar en una botijuela que ella ha traído. Él lo hace y entonces la mujer lo encierra en la botijuela y lo entierra en la montaña. Desde ese momento, el pecado desaparece del mundo, porque resulta que el hombre es el Diablo. Varios años después, un leñador encuentra la botijuela y libera al Diablo, a cambio de grandes riquezas. El Diablo propone un trato al leñador: el Diablo realizará posesiones en diversas personas y el leñador, fingiendo ser médico, curará a los poseídos a cambio de dinero. Todo marcha bien hasta que el Diablo posee a la reina y se niega a salir a pesar de las peticiones del leñador, cuya cabeza está en juego. El leñador, que sabe la historia detrás del encierro, engaña al Diablo y lo hace creer que su suegra viene de nuevo con la botijuela para encerrarlo. El Diablo se espanta, abandona el cuerpo de la reina y se va al infierno. El leñador se hace rico y vive muy feliz con su familia en un palacio.
El cuento muestra elementos de dos cuentos-tipo: *340 de Boggs y Hansen La suegra del Diablo, donde la protagonista es la suegra; y *331 El espíritu en la botella, y *332, La muerte encerrada y el médico fingido, de Aärne-Thompson, donde el protagonista es el Diablo y la historia se centra en el hombre que finge ser médico. Uno de los aspectos relevantes de esta versión de Carmen Lyra es que casi no existe el aspecto moralizador-religioso, sino que se destaca más la astucia de la suegra, además de excluir la crítica hacia las suegras que se hace generalmente en las versiones folclóricas de la historia. Versiones de este cuento han sido escritas por Fernán Caballero (La suegra del Diablo, Juan Holgado y la Muerte), Howard T. Wheeler (El pobre y el Diablo, 1943), Francisco Xavier Ataide Oliveira (A sogra do Diabo, 1900), Manuel José Andrade (El joven de los dientes de oro, 1948), entre otros. Otras versiones que incluyen elementos similares son el cuento El diablo cojuelo (1641), de  Luis Vélez de Guevara; el cuento de Robert Louis Stevenson, El diablo en la botella (1891); la novela de Maquiavelo Belfagor: Novella del demonio che prese moglie (1518-1527), y algún elemento de Aladino y la lámpara maravillosa. Además del cuento de Carmen Lyra, las versiones de Caballero y Maquiavelo son las únicas que incluyen el engaño al diablo como elemento de la obra, lo que pareciera indicar que es un elemento exclusivo de las versiones literarias.

#### La casita de las torrejas
"¡Piscurum, gato, no me robés mis torrejas!"

Una niña y un niño, hermanitos huérfanos, deciden abandonar su hogar e ir a rodar tierras. Una noche en el camino, visualizan a lo lejos la luz de una casita, a la que se acercan a la mañana siguiente, descubriendo con sorpresa que en la ventana hay una cazuela con torrejas recién hechas. Hambrientos, no pueden contenerse y empiezan a robárselas de una en una, pero cada vez que toman una torreja, escuchan desde dentro la voz de una mujer, la dueña de la casa, que resulta ser una bruja, la cual los atrapa y los introduce a la casa para engordarlos y comérselos. Encerrados, la bruja les ordena sacar el dedo por el agujero de la puerta para ver cómo van engordando, pero la niña, más astuta, le da el rabo de un ratón, y la bruja no se daba cuenta porque era medio ciega. La bruja tarde o temprano termina por enterarse del engaño y los saca, ya bien gordos, para cocinarlos, y los envía a una quebrada a traer agua mientras ella los vigila. A los niños se les aparece un viejito que resulta ser Tatica Dios, que los aconseja. De vuelta en la casita de las torrejas, la bruja les ordena que se suban en una tabla y se pongan a bailar, para empujarlos en la olla mientras están distraídos, pero los niños, advertidos por Tatica Dios, fingen no saber cómo hacerlo y le piden que lo haga ella para enseñarles. Una vez que la bruja está subida en la tabla, los niños la vuelcan y ella cae en la olla con agua hirviendo, muriendo. Los niños la sacan, la entierran y se quedan con un gran tesoro de barriles llenos de oro que encuentran en la casa.
La casita de las torrejas es la versión costarricense de Hansel y Gretel, clasificado como cuento-tipo 327A por Aärne-Thompson, y cuya versión más conocida es la de los hermanos Grimm. La trama cambia ligeramente el motivo del cuento: en Hansel y Gretel, los niños son abandonados por sus padres en el bosque debido a su pobreza o por la desnaturalización de la madre. En La casita de las torrejas, el abandono es su orfandad. En Hansel y Gretel, la casa de la bruja está hecha de dulces y golosinas, mientras que la casa de la bruja del cuento de Carmen Lyra es un edificio normal, con el particular de presentar en la ventana la cazuela con las torrejas, un dulce tradicional y muy popular en Costa Rica como el motivo de la tentación de los niños. La aparición de Dios es un elemento que se observa en las variantes  latinoamericanas y algunas europeas, principalmente portuguesas, del cuento (a veces es Dios, otras la Virgen María o un santo), pero no está presente en la versión original. Se trata, en realidad, del arquetipo del viejo sabio que ayuda al héroe en su lucha. Solamente en la versión de Carmen Lyra aparece el detalle de dar sepultura a la bruja luego de su muerte. El personaje de la bruja cumple con las características de la tradición folclórica medieval europea (ruin y malvada), pues la bruja del folclor costarricense hace el bien, ve el futuro, es curandera, etc. Como en todos sus cuentos, Lyra introduce lo popular, el folclor costarricense, en la narrativa de este texto ("Había una vez unos chacalincitos..."; "un día no les amaneció ni una burusca para encender el fuego", la bruja se da cuenta de que "la estaban cogiendo de mona", etc); en la presencia del baile que la bruja les exige al final del cuento y que es su ruina; se registra la costumbre de las familias del campo de poner a enfriar en una ventana el pan recién hecho; se utilizan muchos elementos folclóricos relacionados con la cocina campesina costarricense (la bruja quiere hacer una fritanga con los niños; los niños "atizan el fuego y friegan los trastos"; la bruja pone "una gran olla sobre los tinamastes"), etc. El cuento toca temas de problemática social como el desamparo infantil, la pobreza, el hambre y el robo como consecuencia de la misma, a los cuales Lyra, como educadora, no puede permanecer ajena...

#### La flor del olivar
No me toques, pastorcito,

ni me dejes de tocar;

que mis hermanos me mataron

por la Flor del Olivar.

#### La negra y la rubia
"La niña linda debajo de una olla,

la negra feroza se quiere casar".

Un comerciante rico y viudo tiene una hermosa hija blanca y rubia se casa con una viuda creyendo que tiene dinero. La mujer, a su vez, tiene una hija negra y fea. Como el hombre pasa de viaje por sus negocios, las dos mujeres relegan a la rubia a la cocina y las labores domésticas. Un domingo mientras está en el jardín de su casa, la rubia encuentra una muñequita de porcelana que resulta ser la Virgen. El padre les pregunta a sus hijas qué desean que les traiga de su próximo viaje. Por consejo de la Virgen, la rubia pide una arquita para guardar pañuelos, mientras la negra pide un vestido nunca visto, que ella pasa luciendo. La Virgen hace que por tres domingos, aparezcan en el arca hermosos y suntuosos vestidos para que la rubia vaya a misa. El príncipe va a la iglesia y se enamora de ella, intenta cortejarla pero la rubia lo burla dos veces. La negra intenta hacerse amiga de la rubia, sin reconocerla. El príncipe por fin da con la casa de la rubia, pero la negra cree que es a ella a quien el príncipe corteja, por lo que encierra a la rubia dentro de una gran olla. Advertido por la lora de la casa, a su vez aconsejada por la Virgen, el príncipe encuentra la olla y libera a la rubia, proponiéndole matrimonio, con la Virgen como madrina. La rubia perdona a la negra, que se porta un poco mejor y se casa con uno de los señores del rey. El príncipe y la rubia viven muy felices, tienen muchos hijos, mueren de viejos y se van al Cielo a cantarle a la Virgen.
Este cuento pertenece al Ciclo de la Cenicienta, que cuenta con múltiples versiones, una de las más conocidas la de Charles Perrault. En el índice de Aärne-Thompson se clasifica en el cuento-tipo 510. De los elementos de la Cenicienta presentes en La negra y la rubia se encuentran: I. La heroína perseguida por su madrastra y hermanastra(s); II. La ayuda mágica, con la intervención de un ser sobrenatural que ayuda a la protagonista (hada madrina-Virgen); III. Conoce al príncipe (en un baile-en la iglesia); IV. La prueba de identidad (la zapatilla de cristal-la lora); V. El matrimonio con el príncipe. Lyra, sin embargo, introduce varios cambios en cuanto a la adaptación del medio y las costumbres costarricenses de la época. El cuento también incluye una referencia a la leyenda de la aparición de la Virgen de los Ángeles, patrona de Costa Rica. En el contexto histórico en que fue escrito, La negra y la rubia cumple con varios elementos articulados dentro del texto colonial en lo referente al discurso religioso y étnico, en el cual el cuento repite estereotipos raciales, religiosos y sociales propios de la Costa Rica de finales del siglo XIX y principios del siglo XX.

#### Salir con un domingo siete
Lunes, martes, miércoles

tres.

Jueves, viernes, sábado

seis.

Cuando la vocecilla del güecho cantó, toda hecha un temblor:

Domingo siete...

### Los cuentos de Tío Conejo
Son diez cuentos que se hallan basados en historias pertenecientes a la tradición oral de Latinoamérica, distinguiéndose en ellos sus orígenes africanos, cuyos relatos pasaron a América traídos por los esclavos negros, quienes legaron el personaje de Uncle Remus y de la araña Anancy, basados en deidades africanas. El personaje principal de los cuentos es Tío Conejo, personificación clásica del astuto embustero que siempre se sale con la suya mediante la trampa y el engaño. El Conejo, al igual que el Coyote, asumen roles como personajes mitológicos en las narraciones orales de pueblos nativos de América. Algunas escenas de los cuentos, como el muñeco de cera, el casamiento del conejo y el engaño del coyote, el reflejo de la luna en un pozo como un queso, etc, son comunes en las tradiciones orales de muchos países americanos.
Tío Conejo es el típico pícaro español de modales suaves y persuasivos, lo que lo hacen convincente y simpático, incluso logrando burlar a sus rivales más de una vez. Le encanta hacer jugarretas, aunque también ser útil, sin llegar a ser un héroe propiamente dicho, como en el cuento "Tío Conejo y el yurro" y en "De cómo Tío Conejo engañó a Tía Ballena y Tío Elefante", engañando a sus rivales con sus zalamerías. Tío Conejo siempre sale triunfante en sus aventuras y no es engañado nunca. Su figura se asemeja a la de Sibö, máximo dios de los pueblos precolombinos de Costa Rica, que es a la vez una entidad benevolente y benefactora de la humanidad, pero también un sagaz embustero. Como embustero, a veces solamente busca salir adelante en sus propios asuntos, semejante al Cuervo de la mitología de los nativos de Norteamérica. Es también vanidoso ("Tío Conejo ennoviado"). Tío Conejo también presenta algunas semejanzas con el Brer Rabbit (El Hermano Conejo y El Hermano Zorro) de los cuentos de Uncle Remus de Joel Chandler Harris.

#### Tío Conejo y Tío Coyote
Este cuento relata tres historias que involucran a Tío Conejo y Tío Coyote:

- ¡Adiós, Tío Coyote c... quemao, por amigo de ser casao!

- En la primera, una viejita quiere atrapar a quien se está comiendo las legumbres de su huerta, por lo que pone un muñeco de cera. Llega Tío Conejo y reta a pelear al monigote, quedándose atrapado, pegado en la cera. La viejita lo encuentra, lo mete en un saco y se lo lleva a la cocina, mientras hierve agua para castigarlo. Llega Tío Coyote y Tío Conejo le hace creer que está en dicha situación porque lo quieren casar con la hija del rey, algo que él no desea, por lo que propone a tío Coyote que intercambien de lugar. La viejita vuelve y Tío Coyote recibe el castigo que se esperaba para Tío Conejo, mientras este se burla del otro, que huye. Este cuento concuerda con los índices de AärneThompson #175, "El muñeco de cera y el conejo", y de Hansen **74, "el conejo es capturado y va a ser hervido; el tigre toma el lugar del conejo y es hervido en lugar de aquel".

De veras: el otro gandumbas va abriendo el hocico y Tío Conejo buscó el zapote sazón más galano que encontró y se lo dejó ir con toda alma hacia la boca.

- En la segunda historia, Tío Coyote, furioso por el engaño, captura a Tío Conejo para comérselo. Como última voluntad, Tío Conejo le pide que lo deje subirse a comerse un zapote a un árbol. Una vez arriba, finge estar comiendo zapotes y tienta al otro a probar uno. A Tío Coyote le dan ganas de comerse un zapote y Tío Conejo se lo ofrece, arrojándole uno muy grande directo al hocico, botándole todos los dientes. El tema concuerda con los índices Aarne-Thompson, 74C*, "el conejo arroja cocos", y Hansen **74M, "el conejo está en un árbol comiendo cocos; el lobo pide que le arroje uno; el conejo se lo arroja, casi matando al lobo".

- Mire Tío Coyote, repare qué queso. Yo creo que hay para un año. Y diga si no se le ve chorrear la mantequilla.

- En la última historia, vuelven a encontrarse ambos personajes y Tío Coyote ve la oportunidad de vengar las afrentas. Tío Conejo vuelve a engañar a Tío Coyote haciéndole creer que va comer un gran queso, llevándolo a un charco donde se refleja la luna llena. Lo convence de que la luna es el queso y el agua suero, y lo pone a beber mientras él finge hacer lo mismo. Tío Coyote se llena tanto de agua que no puede moverse, entonces Tío Conejo le dice que echen una carrera para "bajar el suero", y Tío Coyote se revienta en la carrera cuesta abajo.  Corresponde a Aarne-Thompson y Hansen 34: "el lobo cae al agua por querer atrapar el queso".

#### Por qué Tío Conejo tiene las orejas tan largas
Tío Conejo llegó a la presencia de Nuestro Señor, que por dicha ese día estaba de buenas, y le dijo que él deseaba ser más grande, que era una gran vaina ser tan chiquillo porque todos se lo querían comer, y que por aquí y que por allá.

Tío Conejo quiere tener una estatura mayor, para lo cual sube a las nubes a lomo de un zopilote, para hablar con Tatica Dios. Este le pide que le traiga la piel de un león, un tigre y un lagarto. Tío Conejo engaña a Tío Tigre haciéndole creer que viene un huracán, y lo amarra a los árboles con unos bejucos, lo mata a pedradas y con un palo, y le quita la piel. Con la ayuda del dueño de una hacienda de ganado donde Mano León hace fechorías, le pone una trampa en la que cae y muere de hambre varios días después. Finalmente, convence a Mano Lagarto de acompañarlo a un baile, pero de camino se hace el renco, de modo que Mano Lagarto lo sube a su grupa, y Tío Conejo le da un garrotazo en la nuca, pero no logra matarlo. Otro día, Tío Conejo pretende que en la aventura anterior el responsable de todo había sido su hermano, y convence al lagarto de acompañarlo a una fiesta de la hija del rey, pero otra vez se hace el lisiado, y cuando el lagarto lo sube a la grupa, lo mata de un garrotazo en la nariz. Luego, Tío Conejo lleva las tres pieles ante Tatica Dios, quién al ver el desastre que Tío Conejo ha hecho, lo toma por las orejas - que antes las tenía muy pequeñas - de modo que se las estira un poco, y el otro sale huyendo sobándose del dolor, mientras Tatica Dios ríe a carcajadas.
Este cuento tiene elementos de una leyenda maya quiché para explicar por qué los conejos tienen las orejas largas: el conejo le pide a un dios que lo haga más grande, y este pide a cambio la piel de un lagarto, un mono y una serpiente, pero una vez que el conejo cumple, el dios se preocupa de lo que pueda hacer el conejo si lo hace más grande, así que lo jala de las orejas y lo lanza a tierra, lo que explica no solo el largo de las orejas, sino también la forma de las patas traseras, por el golpe de la caída. La leyenda es recogida por Eduardo Galeano en Memorias del fuego I: los nacimientos (1982). El cuento corresponde al cuento-tipo **74X de Hansen: "el conejo pregunta a Dios el porqué de su tamaño. Dios le pide una pluma de águila, un diente de león y un huevo de serpiente para hacerlo más grande. El conejo cumple con lo prometido y Dios teme que, si siendo pequeño el conejo es capaz de todo aquello, ¿qué no haría si fuera más grande? Solo sus orejas son agrandadas". En 1949, el cubano Félix Coluccio publicó una versión llamada "Las orejas del conejo" en la antología "Folclor de las Américas", mientras que Alden Manson recoge otra versión llamada "Compae conejo" (1926), en "Folclor puertorriqueño", en donde el conejo le pide a Dios una mujer y este pide la sangre del tigre, las lágrimas del león y el diente del caimán. Vale mencionar también que el zopilote, que Tío Conejo utiliza para subir ante la presencia divina, es una de las formas que toma Sibö, el máximo dios del pueblo bribri de Costa Rica.

#### Cómo Tío Conejo les jugó sucio a Tía Ballena y Tío Elefante
En una de tantas, como Tío Elefante se iba arrollando la coyunda en la trompa, se trajo a Tía Ballena a tierra; pero Tía Ballena se calentó tanto, que no supo a qué horas se tiró al agua y fue a dar al fondo y ya me tienen al otro patas arriba corriendo hacia la playa sobre el espinazo.

Un día que Tío Conejo se fue a pasear a la orilla del mar, escucha una conversación entre Tía Ballena y Tío Elefante, en la que, debido a que ambos eran muy fuertes, acordaban unirse para gobernar toda la tierra. A Tío Conejo aquello no le pareció y planeó enemistarlos, por lo que elaboró una estratagema, llevándose para ello una coyunda (cuerda hecha de cáñamo) muy fuerte. Buscó a Tía Ballena y le contó que tenía una vaca atorada en un barrial y, mediante halagos, la convenció de que como ella era tan fuerte, le ayudara a sacarla, amarrándole la coyunda a la cola mientras él amarraba el otro extremo a la vaca, y explicándole que empezara a halar cuando Tío Conejo tocara su tambor. Una vez lista, Tío Conejo se va a buscar a Tío Elefante, contándole un cuento similar, y amarrándole el otro extremo de la coyunda a la trompa. Luego, Tío Conejo se puso a tocar el tambor, y ambos, Tío Elefante y Tía Ballena, se pusieron a halar en direcciones opuestas, creyendo halar la vaca, cuando en realidad se halaban uno a la otra. Finalmente, ambos se dan cuenta de su respectiva identidad, se acusan mutuamente de traición, y se enemistan para siempre, mientras Tío Conejo se burla.
El cuento-tipo es **284 de Hansen: "una tortuga y una serpiente se retan a una competencia de fuerza (halar de una cuerda). El que gane devora al otro. La tortuga busca al tigre, quien también quiere devorarla, pero ella lo convence de que hagan la misma prueba de fuerza, y el que gane devora al perdedor. La serpiente y el tigre halan sin lograr vencer al otro. La tortuga queda en paz". Versiones de este cuento hay cuatro: una del peruano A. Jiménez Borja, recopilada en Cuentos peruanos (1937), donde los protagonistas son la tortuga, el tigre y la serpiente; el cuento "Mr Terrapin shows his strenght", de Uncle Remus de Chandler Harris, con una tortuga y un oso; y los cuentos brasileños "O jabuti e o gigante" (1965) y "Cómo la tortuga provocó una prueba de fuerza entre el tapir y la ballena" (1879). Sobre este cuento existe una versión musical interpretada por la Orquesta Sinfónica de Heredia, con música del compositor costarricense Andrés Soto.

#### De cómo Tío Conejo salió de un apuro
- ¡Ni por la perica! ¿Quién sería el que hablaba así y tenía una muñeca tan galana? ¿De qué tamaño sería entonces la mano? ¿Y el brazo? ¿Y la persona que hablaba?

Tío Tigre busca comerse a Tío Conejo para vengar una de sus jugarretas. Tío Conejo al darse cuenta, se esconde. Tío Tigre llama a sus amigos y promete una recompensa a quien le diga dónde hallar a Tío Conejo. Tía Zorra, que tampoco tiene en estima a Tío Conejo, se ofrece a ayudarlo. Después de mucho buscar, finalmente da con él metiéndose a una cueva. Se queda esperando a que salga, pero como no lo hace, se acerca y lo escucha roncas, por lo que corre a avisar a Tío Tigre, quien la amenaza por si está mintiendo. Llegan a la cueva de Tío Conejo, que es muy estrecha, por lo que Tío Tigre mete la mano, poniéndosela en la panza a Tío Conejo. Este despierta y se asusta al ver la garra de Tío Tigre, pero entonces, para librarse, exclama: ¿Quién me toca la muñeca?. La voz de Tío Conejo sonó muy feo dentro de la cueva, por lo que Tío Tigre cree que quien habla es un gigante y que Tía Zorra lo está embaucando, así que huye.
Corresponde a Aärne-Thompson y Hansen #5, donde es un oso en que atrapa el pie de una zorra, que lo hace creer que toca una raíz de árbol. En una versión amazónica de este cuento, es la tortuga quien engaña al jaguar, y en Cuentos populares de Castilla, se recogen dos versiones: una con un pastor y una zorra como protagonistas, y en otra una zorra y un lobo. En la colección de cuentos de Juan Soldado, aparecen varias versiones: "El tigre y el mono" y Cuentos del zorro #1, varias versiones con una zorra y un tigre, en las mismas circunstancias.